# Esichio di Durostoro
Esichio (... – Durostoro, ...) è stato un soldato dell'esercito romano, venerato come santo e martire dalla Chiesa cattolica.

## Biografia e culto
Di questo santo si trova un accenno nella passio di Giulio di Durostoro, città romana nei pressi dell'odierna Silistra in Bulgaria. Mentre Giulio veniva condotto al supplizio, trovò il sostegno e l'incoraggiamento di un altro soldato, Esichio, che fu a sua volta arrestato dal praeses Massimo e condannato per la sua fede cristiana.
Non si sa nient'altro di questo santo, la cui memoria è tuttavia molto antica, essendo già attestata dal Martirologio geronimiano nel V secolo. Da qui passò nel Martirologio Romano, che lo ricorda con queste parole:
(Martirologio Romano. Riformato a norma dei decreti del Concilio ecumenico Vaticano II e promulgato da papa Giovanni Paolo II, Città del Vaticano, 2004, pp. 471-472)